# Oplonia hutchisonii
Oplonia hutchisonii är en akantusväxtart som beskrevs av D.C. Wasshausen. Oplonia hutchisonii ingår i släktet Oplonia och familjen akantusväxter. Inga underarter finns listade i Catalogue of Life.